# Colectivo Emancipaciones
 (mai 2024).
Le Colectivo Emancipaciones (collectif Émancipations) est un groupe de chercheur·ses, d'avocat·es et de militant·es au Mexique, dédié à accompagner les revendications autochtones dans ce pays. Le collectif est fondé entre 2010 et 2011 parmi les étudiant·es du master de droit de l'Universidad Michoacana de San Nicolás de Hidalgo (en) et participe dans les années suivantes aux initiatives dans la ville voisine de Cherán pour l'auto-gouvernement. Leur action a été déterminante pour obtenir un jugement d'un tribunal étatique favorable à l'application du système des us et coutumes à cette municipalité. L'anthropologue Charles Hale, commentant les succès du collectif, regrette que son principal représentant Orlando Aragón ne parle pas davantage, dans ses articles, des manières dont les gens à Cherán ont réussi à concilier la stratégie qui consiste à faire valoir des revendications auprès des tribunaux étatiques tout en revendiquant que le droit étatique ne s'applique pas tout à fait à leur territoire.
Ses membres utilisent une perspective intersectionnelle caractéristique d'une partie des études juridiques critiques. Une de leurs stratégies est de faire valoir l'histoire orale des communautés autochtones.